# عملة 25 قرش (مصر)
عملة 25 قرش هي إحدى فئات العملة المصرية.

## صور

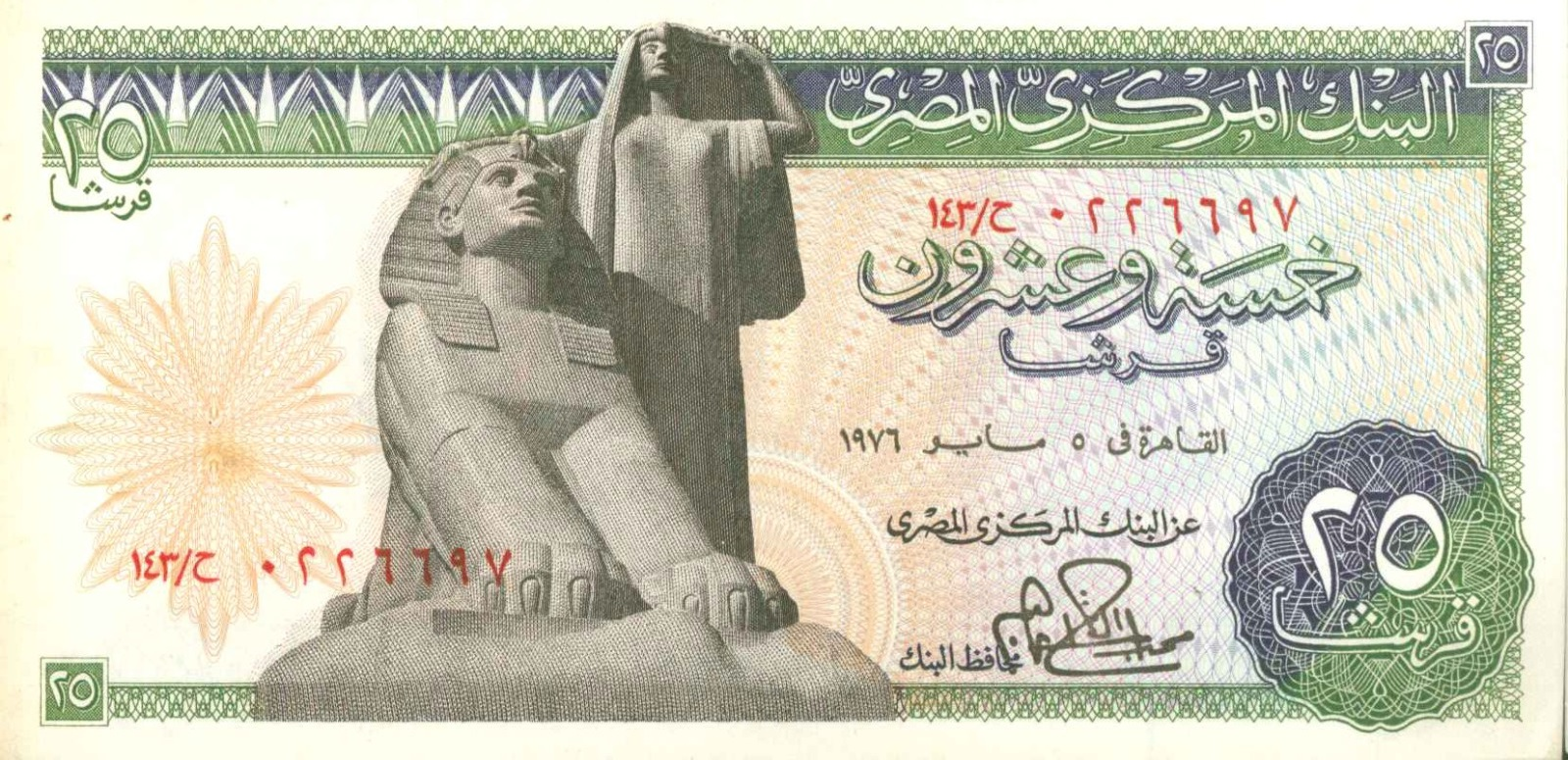
25 قرش ورقية، إصدار 1976 (وجه أمامي)
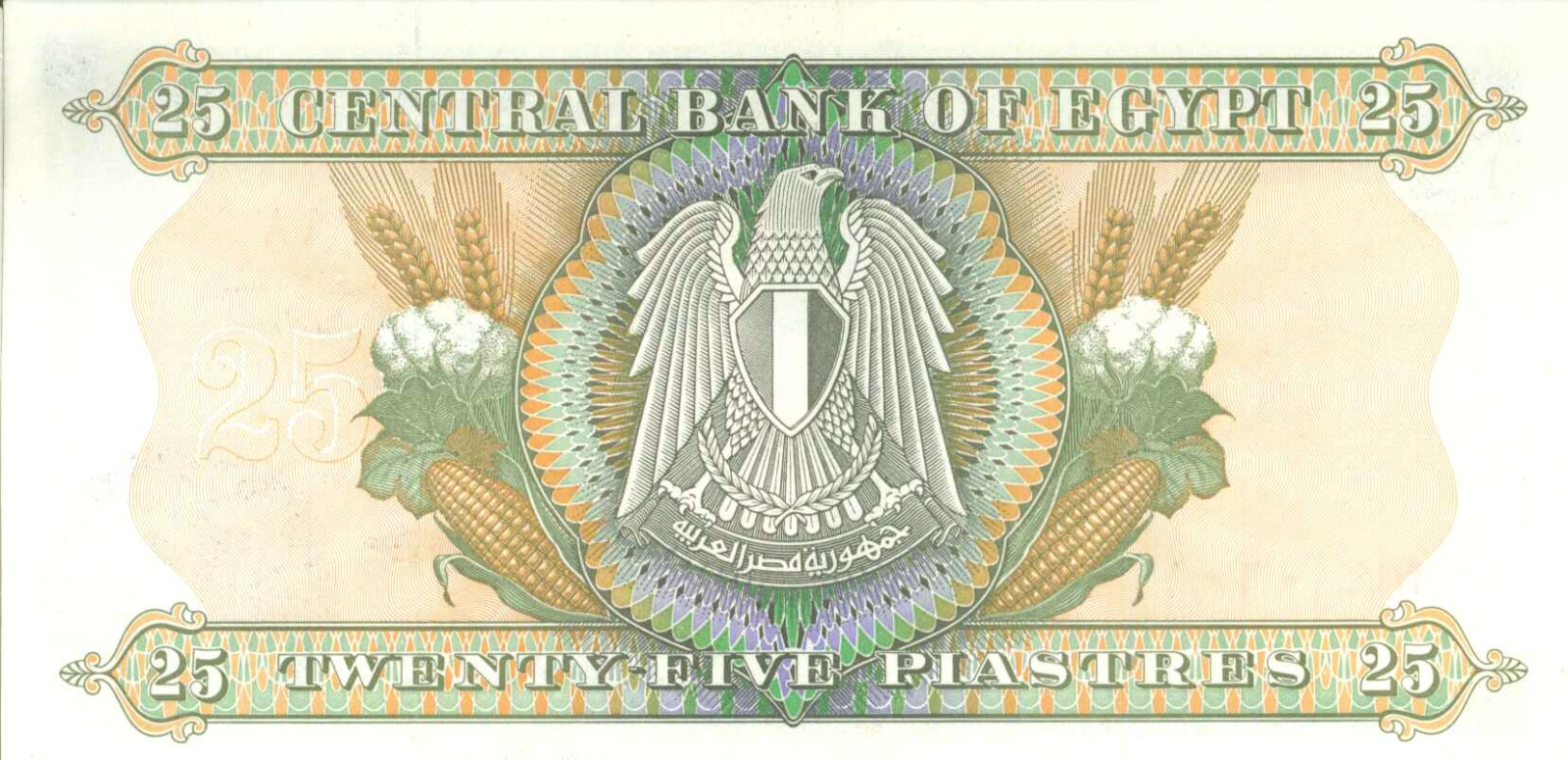
25 قرش ورقية، إصدار 1976 (وجه خلفي)
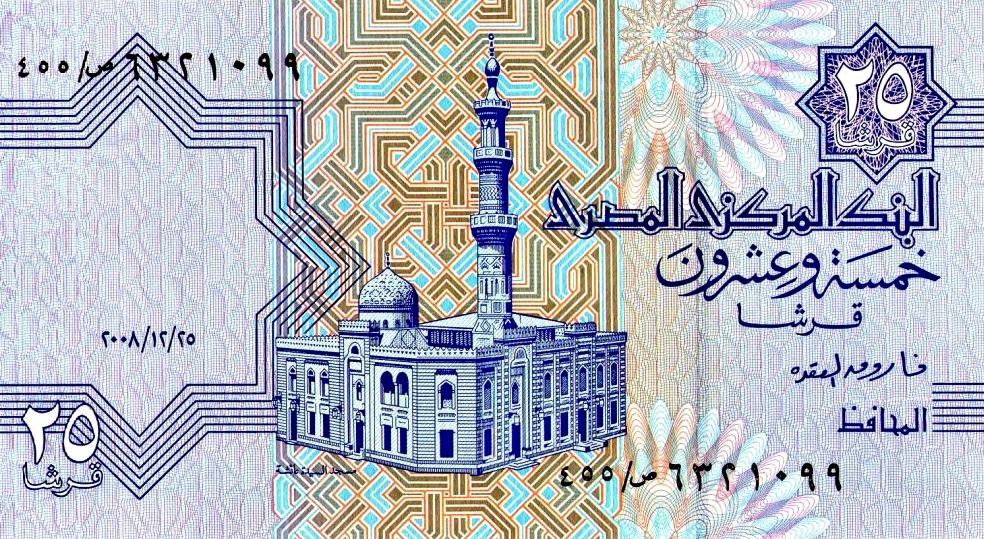
25 قرش ورقية، إصدار 2008 (وجه أمامي)
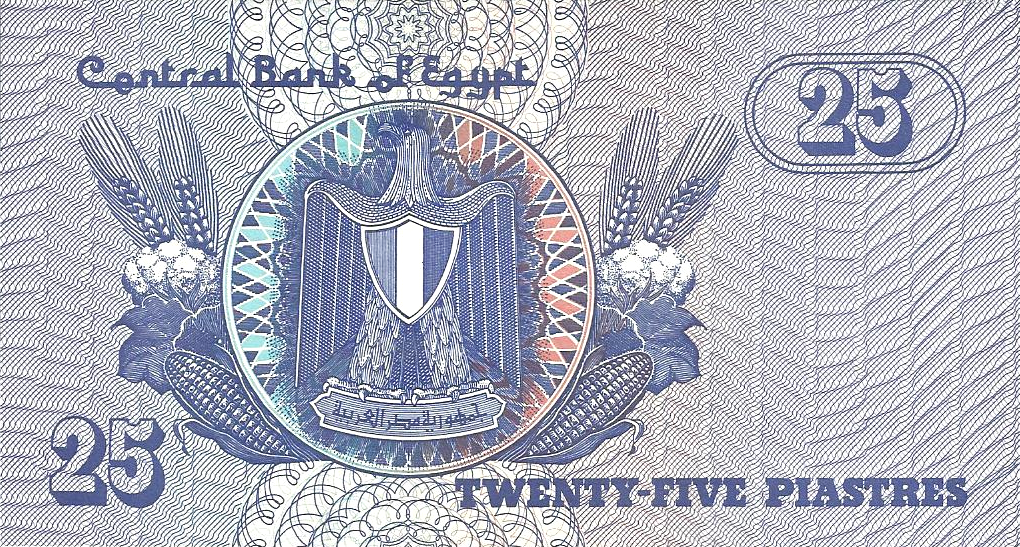
25 قرش ورقية، إصدار 2008 (وجه خلفي)
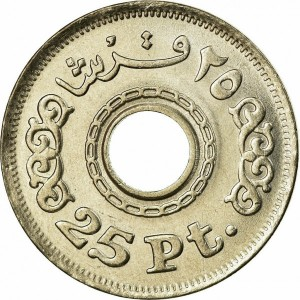
25 قرش معدنية، إصدار 1993
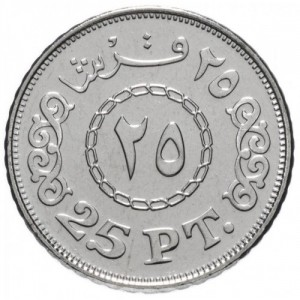
25 قرش معدنية، إصدار 2011